# Quasi-étoile
Ne doit pas être confondu avec Quasar.

Une quasi-étoile comparée à certaines des plus grandes étoiles connues.

Une quasi-étoile ou étoile trou noir est une étoile hypothétique très massive qui aurait pu exister très tôt dans l'Univers. Bien que leur taille et leur masse diffèrent selon les modèles, il est généralement admis que celles-ci seraient beaucoup plus élevées que celles des étoiles « ordinaires ». Contrairement aux étoiles classiques, où l'équilibre hydrostatique est maintenu par fusion nucléaire à l'intérieur du noyau, ce serait plutôt l'énergie libérée par le disque d'accrétion d'un trou noir en leur centre qui occuperait cette fonction pour les quasi-étoiles.
Les quasi-étoiles pourraient expliquer la présence de trous noirs supermassifs et de quasars possédant un décalage vers le rouge supérieur à 6, ainsi que de nombreuses sources de rayons gamma extragalactiques,,,,. Le télescope spatial James Webb pourrait confirmer leur existence dans un futur proche.

## Caractéristiques physiques

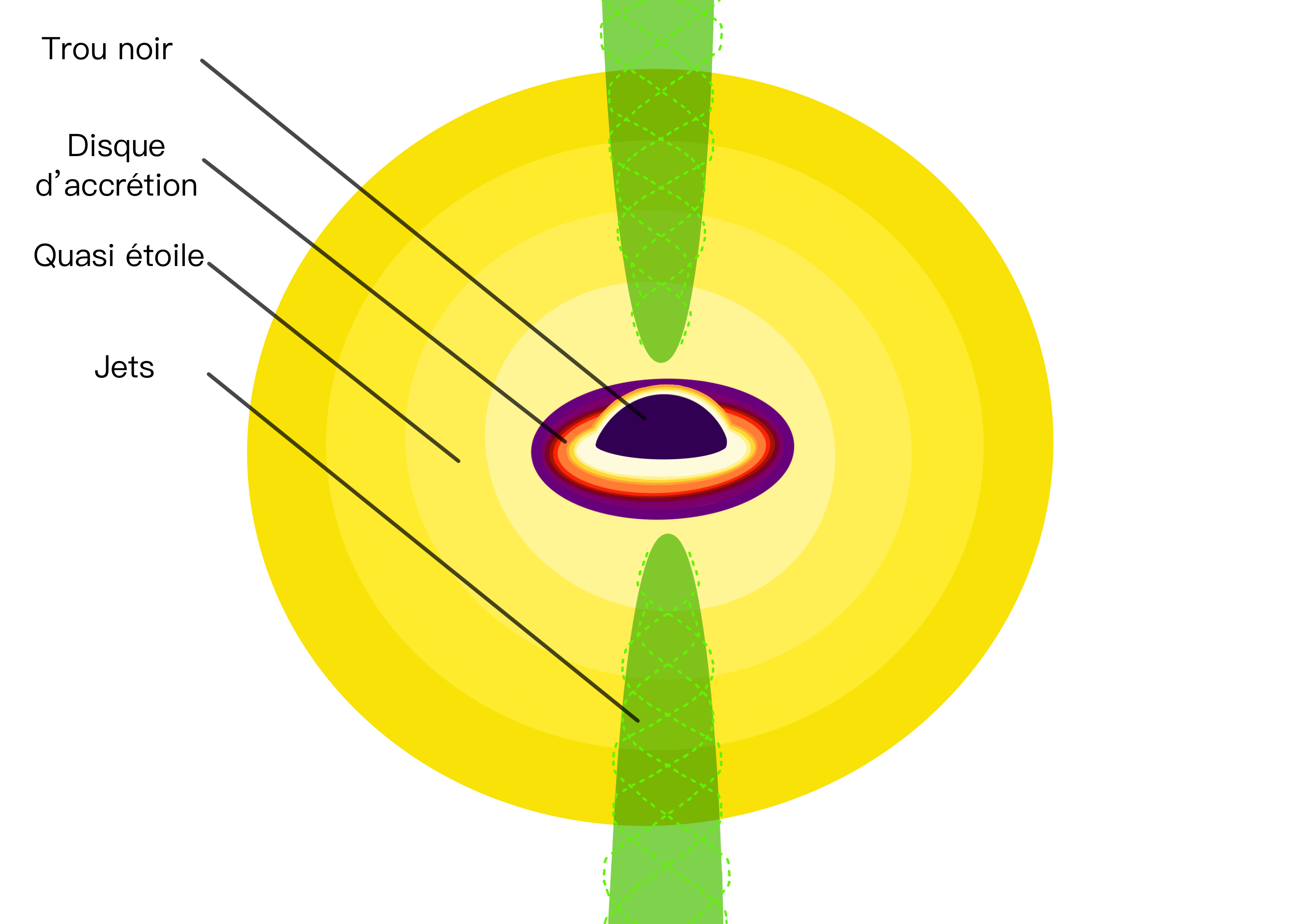
Représentation d'artiste de la structure d'une quasi-étoile

La taille et la masse d'une quasi-étoile ne sont pas connues avec précision. En effet, ces données dépendent du modèle théorique utilisé. Les auteurs postulent généralement une valeur tournant autour de 8 × 105 rayons solaires de diamètre pour une masse de 107 masses solaires (M☉) à l'apogée de la vie de la quasi-étoile.
Les quasi-étoiles pourraient présenter des jets à leurs pôles. Ces jets émettraient en majorité des rayons gamma, grâce à la diffusion Compton inverse, ainsi que des ondes électromagnétiques de basse énergie, allant du domaine du visible à celui des infrarouges, grâce au rayonnement synchrotron. Le ratio du flux de rayons gamma au flux de rayons infrarouges serait d'environ 60.

## Évolution stellaire

### Formation
La formation d'une quasi-étoile nécessiterait la présence d'un halo de matière noire, afin de permettre la formation d'un nuage de gaz possédant une température du viriel supérieure à 104 kelvins (K),,. Le nuage devrait également être pauvre en H2,, bien que l'importance de ce critère soit encore incertaine. L'auto-gravité (en) de ce nuage ainsi que les précédentes caractéristiques rendent le nuage propice aux instabilités dynamiques globales,, qui concentrerait alors la matière au centre du halo de matière noire tout en réduisant son moment cinétique,.
La quasi-étoile est donc constituée d'un noyau supporté par la pression du gaz et d'une enveloppe supportée par la pression de radiation,,. Le haut taux de chute du gaz empêcherait la fusion nucléaire, et donc la formation d'une étoile classique.

### Dissolution
Lorsque le noyau atteint une température de 109 K, il se mettrait à émettre des neutrinos par le processus Urca, ce qui engendre un refroidissement. Lorsque la température chute à 5 × 108 K, la pression de radiation devient insuffisante pour contrecarrer la pression exercée sur le noyau par le gaz de l'enveloppe, ce qui mène à l'effondrement du noyau et à la naissance d'un trou noir de 10 à 20 M☉ au centre de la quasi-étoile.

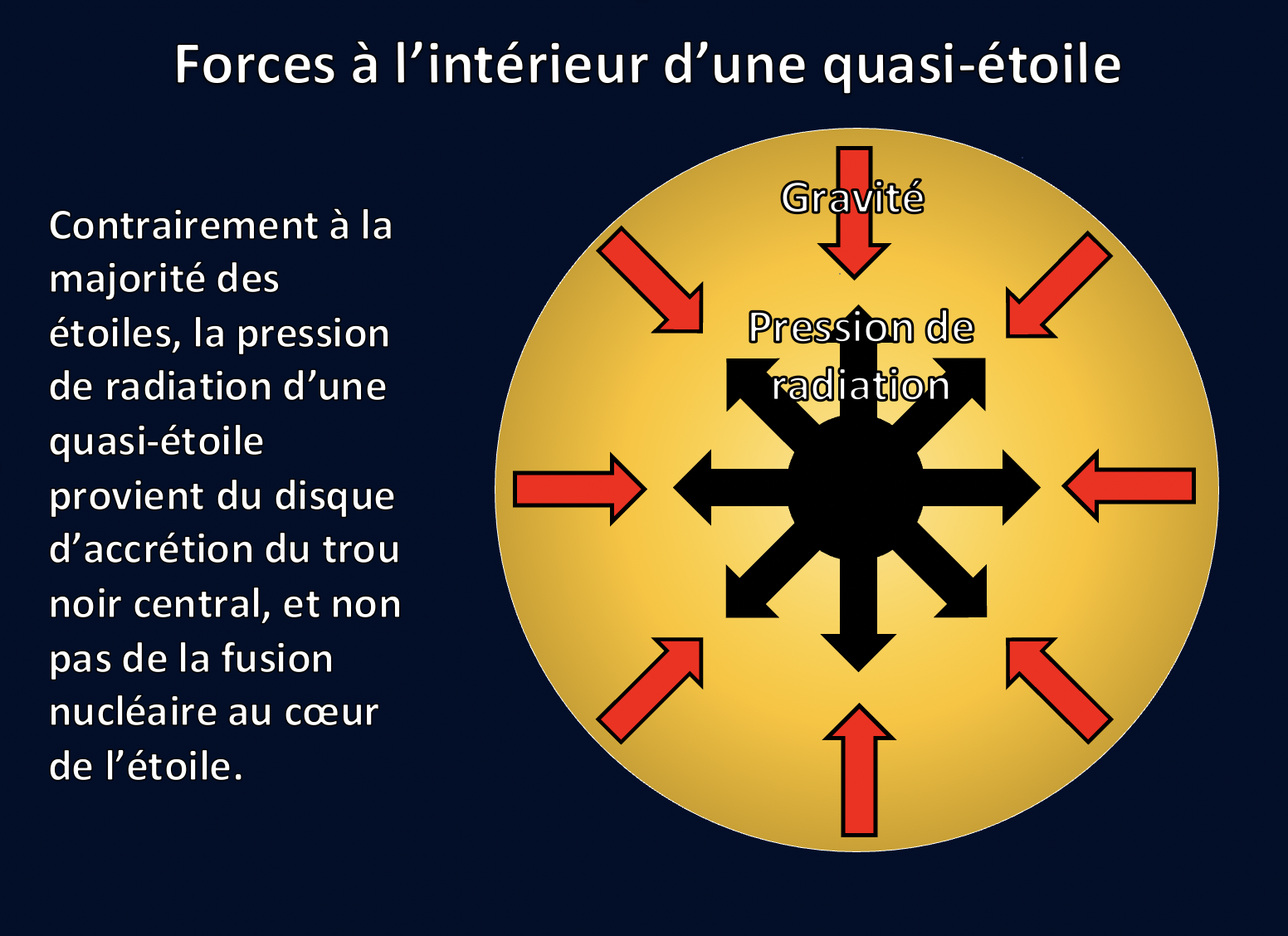
Schéma des forces à l'intérieur d'une quasi-étoile

Un disque d'accrétion se forme à l'intérieur de la quasi-étoile, autour du trou noir. L'énergie libérée par ce disque devient ainsi la force venant s'opposer à la pression exercée par le gaz de l'enveloppe. L'énergie libérée est alors équivalente à l'énergie de liaison gravitationnelle, ce qui cause une expansion du rayon de l'enveloppe par un facteur supérieur à 100. Durant cette phase, le trou noir central grossit rapidement en raison de l'apport en masse de l'enveloppe,,,. Après quelques millions d'années, à la fin de la vie de la quasi-étoile, le trou noir central possèderait une masse située entre 103 et 106 M☉ et ce, pour une époque z située entre 10 et 20,. Ces trous noirs auraient alors amplement le temps de grossir jusqu'à 109 M☉ avant l'époque correspondant à z = 6,. Certains scénarios nécessiteraient même que ce processus de formation de trou noir ne se produise seulement que jusqu'à z = 18 pour aboutir à la densité de trous noirs supermassifs observés aujourd'hui.

## Observations
Les quasi-étoiles restent en 2023 des objets stellaires hypothétiques. Le télescope spatial James-Webb pourrait confirmer leur existence. En effet, la température minimale de la photosphère de la quasi-étoile, telle que théorisée par les modèles, ferait qu'elles émettraient en majorité de la lumière se situant près du domaine des infrarouges, qui est le domaine spectral du télescope spatial. Ainsi, une quasi-étoile ayant un décalage vers le rouge de 10 aurait un pic d'émissivité à environ 10 μm.